# لوسین فلامینک
لوسین فلامینک (انگلیسی: Lucien Vlaemynck; ۱۹ اوت ۱۹۱۴ – ۱۴ ژوئن ۱۹۹۴) دوچرخه‌سوار اهل بلژیک بود.